# آگامای چابک
 آگامای چابک(نام علمی: Trapelus agilis) نام یک گونه از خانواده آگاماها است.
در مناطق نيمه بيابانى،بيابانى و حتى در شنزارها با انواع پوشش گياهى زندگى مى كنند.
معمولا در ساعت هايى مشخصى از روز براى آفتاب گرفتن و در برخى موارد تعيين قلمرو بر روى شاخه بوته ها مى روند.
اين آگاما نيز مانند ديگر آگاماها يك گونه روزگرد مى باشد.
در بيشتر ايران پراكنش دارد. همچنين اين گونه شباهت زيادى به T.sanguinolentus دارد به شكلى كه در در گذشته در ايران هردو از يك گونه بوده اند.